# Greta Meyer
Greta Meyer (* 7. August 1883 im Deutschen Reich; † 8. Oktober 1965 in Gardena, Kalifornien, Vereinigte Staaten) war eine deutschamerikanische Film- und Theaterschauspielerin.

## Leben
Greta Meyer entstammt einer berühmten Theaterfamilie aus Deutschland, vergleichbar mit der Schauspielerfamilie Barrymore.
Meyer, deren Karriere beim niederländischen und deutschen Stummfilm begann, emigrierte 1923 in die USA an Bord eines deutschen Dampfschiffes und ließ sich einbürgern. Bemerkenswerte Auftritte hatte sie in den Filmen De jantjes (Niederlande, 1922) und Die Königsloge (USA, 1929). Sie spielte von 1933 bis 1942 in zahlreichen Hollywood-Filmen, beispielsweise Der große Walzer (1938) und Bitter Sweet (1940).
1963 wurde ihr Haus am 505 North Westmount Drive in West Hollywood, Kalifornien zwangsgeräumt, da die Eigentümer ein neues Haus errichten wollten. Aus Angst um ihre gelagerten Erinnerungsstücke aus ihrem Schauspielerleben protestierte sie gegen diese Zwangsmaßnahme, musste die Räumung aber letztendlich hinnehmen. Sie zog zu einem Freund, hatte dort aber wenig Platz für ihre Sammlung, so dass sie sich eine Rückkehr nach Deutschland überlegte. Dazu kam es aber nie, sie starb im Alter von 82 Jahren in Gardena.

## Filmografie
- 1917: Das Gleichgewicht
- 1922: De jantjes
- 1929: Die Königsloge (The Royal Box)
- 1931: Tonight or Never
- 1932: Ring frei für die Liebe (Flesh)
- 1932: The Man from Yesterday
- 1932: The Match King
- 1932: Menschen im Hotel (Grand Hotel)
- 1933: Die weiße Schwester (The White Sister)
- 1933: Jennie Gerhardt
- 1933: Let’s Fall in Love
- 1933: Meet the Baron
- 1933: Pilgrimage
- 1933: Sexbombe (Bombshell)
- 1933: Stage Mother
- 1933: The Chief
- 1933: The Nuisance
- 1933: Whistling in the Dark
- 1934: All Men Are Enemies
- 1934: As Husbands Go
- 1934: Heirate nie beim ersten Mal (Forsaking All Others)
- 1934: Elmer Steps Out
- 1934: Private Scandal
- 1934: Servants’ Entrance
- 1934: Strange Wives
- 1934: The Line-Up
- 1934: Zirkus Barnum (The Mighty Barnum)
- 1934: The Most Precious Thing in Life
- 1934: Young and Beautiful
- 1935: Biography of a Bachelor Girl
- 1935: Diamanten-Jim (Diamond Jim)
- 1935: His Night Out
- 1935: Laddie
- 1935: Mister Dynamite
- 1935: Public Hero #1
- 1935: Smart Girl
- 1935: The Return of Peter Grimm
- 1935: Tolle Marietta (Naughty Marietta)
- 1935: Twin Triplets
- 1936: Infame Lügen (These Three)
- 1936: Lustige Sünder (Libeled Lady)
- 1936: Moonlight Murder
- 1936: Seine Sekretärin (Wife vs. Secretary)
- 1936: Spendthrift
- 1936: Suzy
- 1936: The Gorgeous Hussy
- 1937: Bill Cracks Down
- 1937: Damaged Goods
- 1937: Fly Away Baby
- 1937: Heidi
- 1937: I’ll Take Romance
- 1937: Lancer Spy
- 1937: Night of Mystery
- 1937: Prescription for Romance
- 1937: Reported Missing
- 1937: The Road Back
- 1937: Thin Ice
- 1937: When Love Is Young
- 1938: Der große Walzer (The Great Waltz)
- 1938: Drei Männer im Paradies (Paradise For Three)
- 1938: The Patient in Room 18
- 1938: Three Loves Has Nancy
- 1938: Torchy Gets Her Man
- 1939: Die Frauen (The Women)
- 1939: No Place to Go
- 1939: Twelve Crowded Hours
- 1939: When Tomorrow Comes
- 1940: Bitter Sweet
- 1940: Four Sons
- 1940: Paul Ehrlich – Ein Leben für die Forschung (Dr. Ehrlich's Magic Bullet)
- 1940: The Man I Married
- 1941: Der Dollarregen (Million Dollar Baby)
- 1941: Komm, bleib bei mir (Come Live with Me)
- 1942: Friendly Enemies
- 1942: Reunion in France
- 1943: They Got Me Covered
- 1944: An American Romance